# Kettenstek
Ein Kettenstek (oder auch Knotenkette) besteht aus einer oder mehreren Schnüren, welche beispielsweise mit vielen in Reihe ineinander gesteckten „Halben Schlägen mit Slip“ hergestellt werden. Er basiert auf der Kettenverkürzung.

## Knüpfen

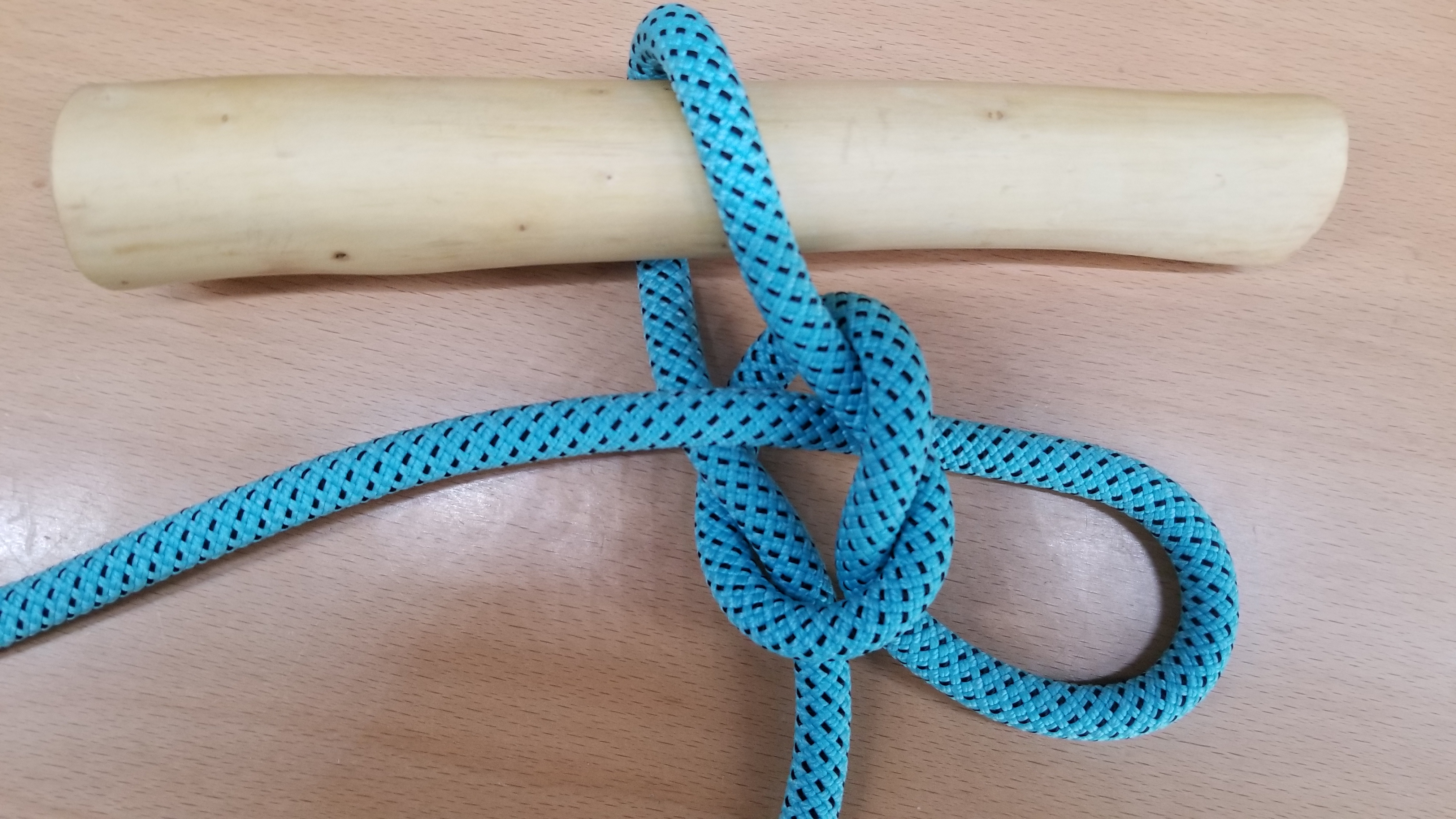
Man macht einen Halben Schlag mit Slip um einen Gegenstand
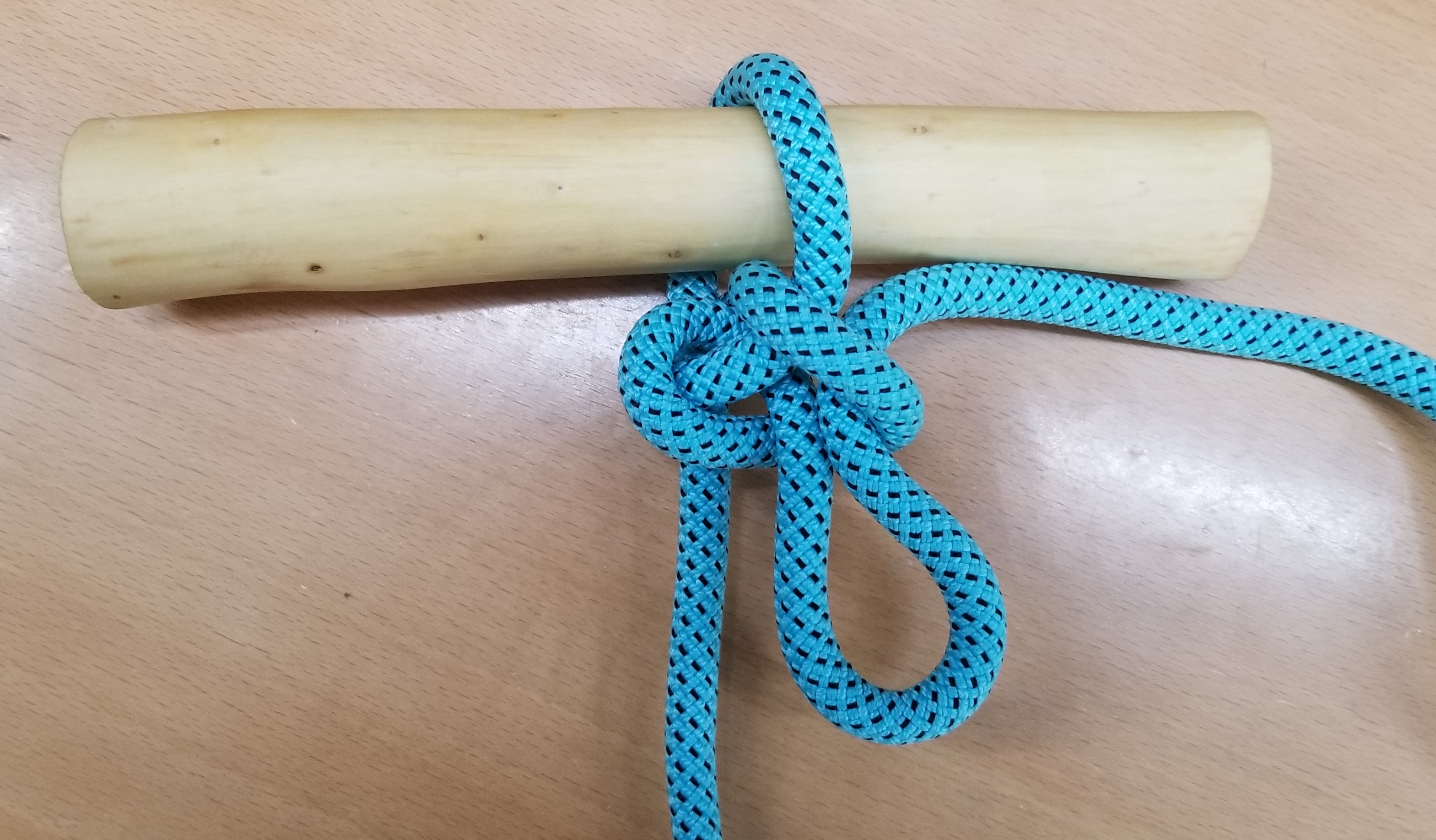
Dann zieht man ihn zieht fest
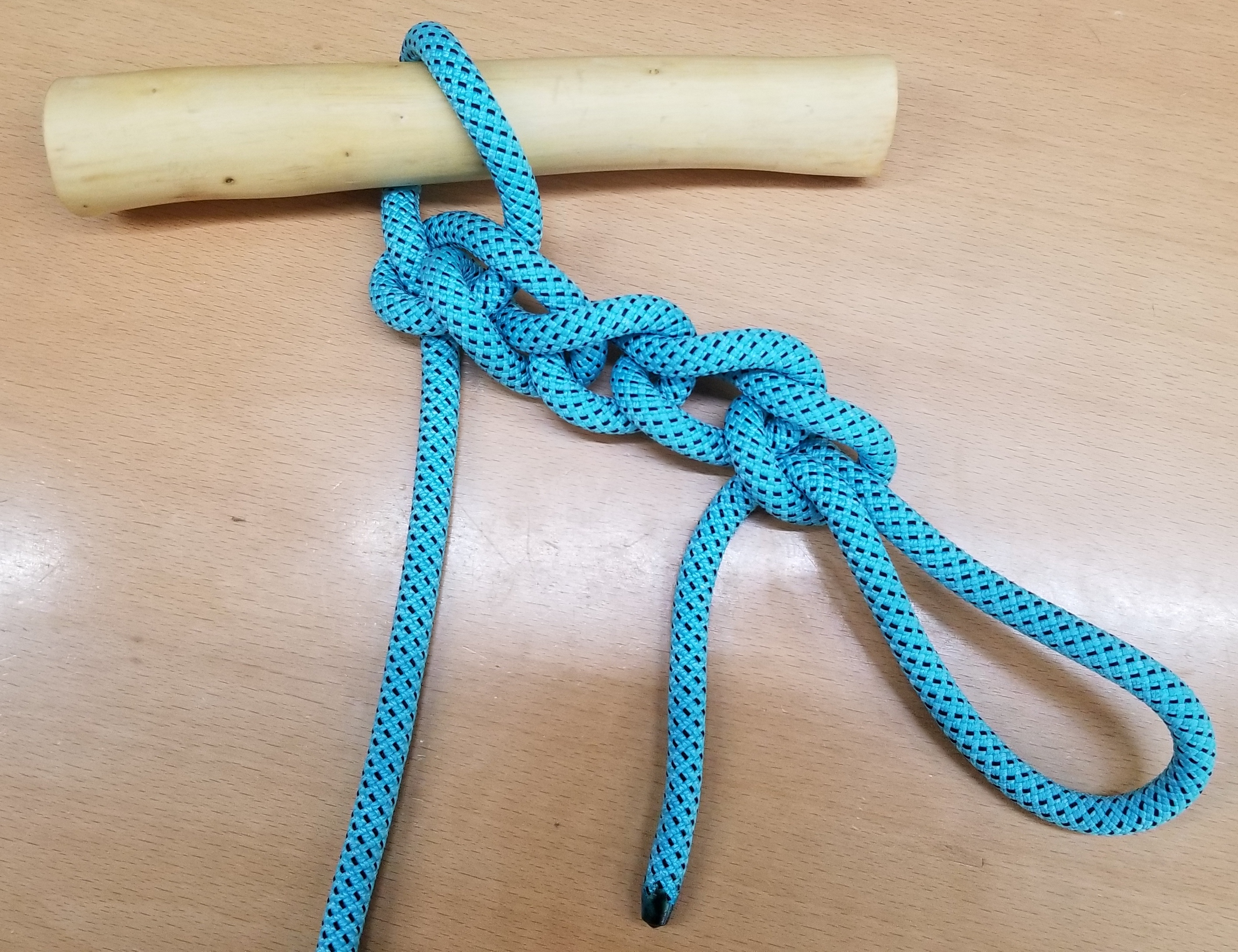
Das lose Ende wird mehrmals durch die entstandene Schlinge gesteckt.

## Anwendung
Als Anbindeknoten dient der Kettenstek als Festmacherknoten zur schnellen Befestigung von Tieren oder kleinen Booten oder eines anderen beweglichen Gegenstands, der durch Zug auf das lose Seilende schnell wieder lösbar ist. Baumpfleger verwenden ihn, um einen Gegenstand wie bspw. eine Säge zu sich auf den Baum hochzuziehen und damit sie den Knoten schnell wieder öffnen können.

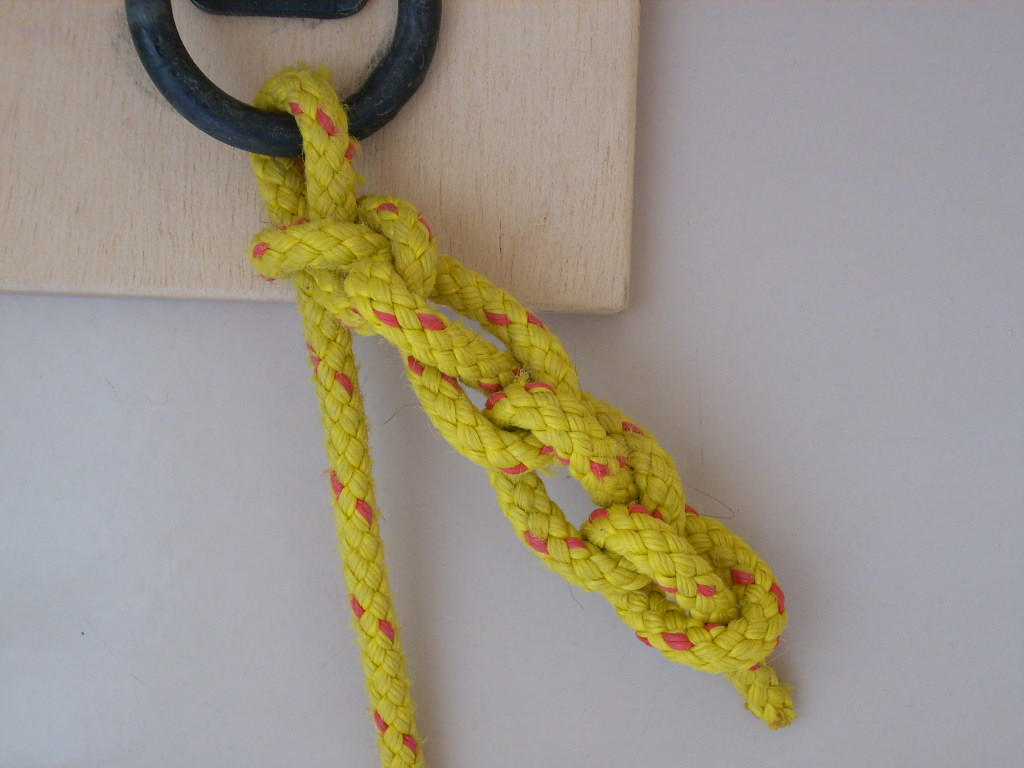
Pferdeanbindeknoten mit Kettenstek

## Verwandter Knoten: Die Kettenverkürzung

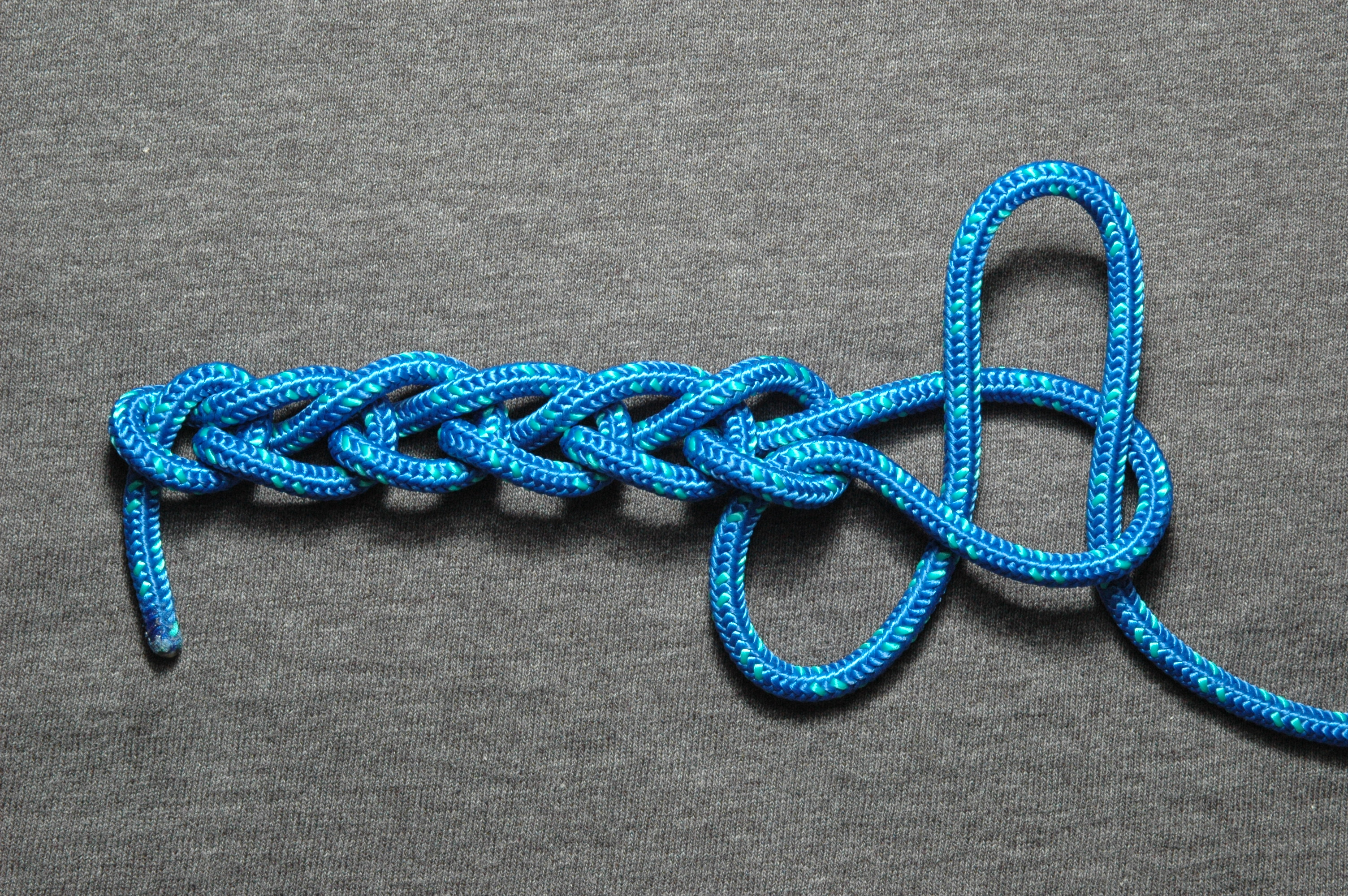
Kettenverkürzung

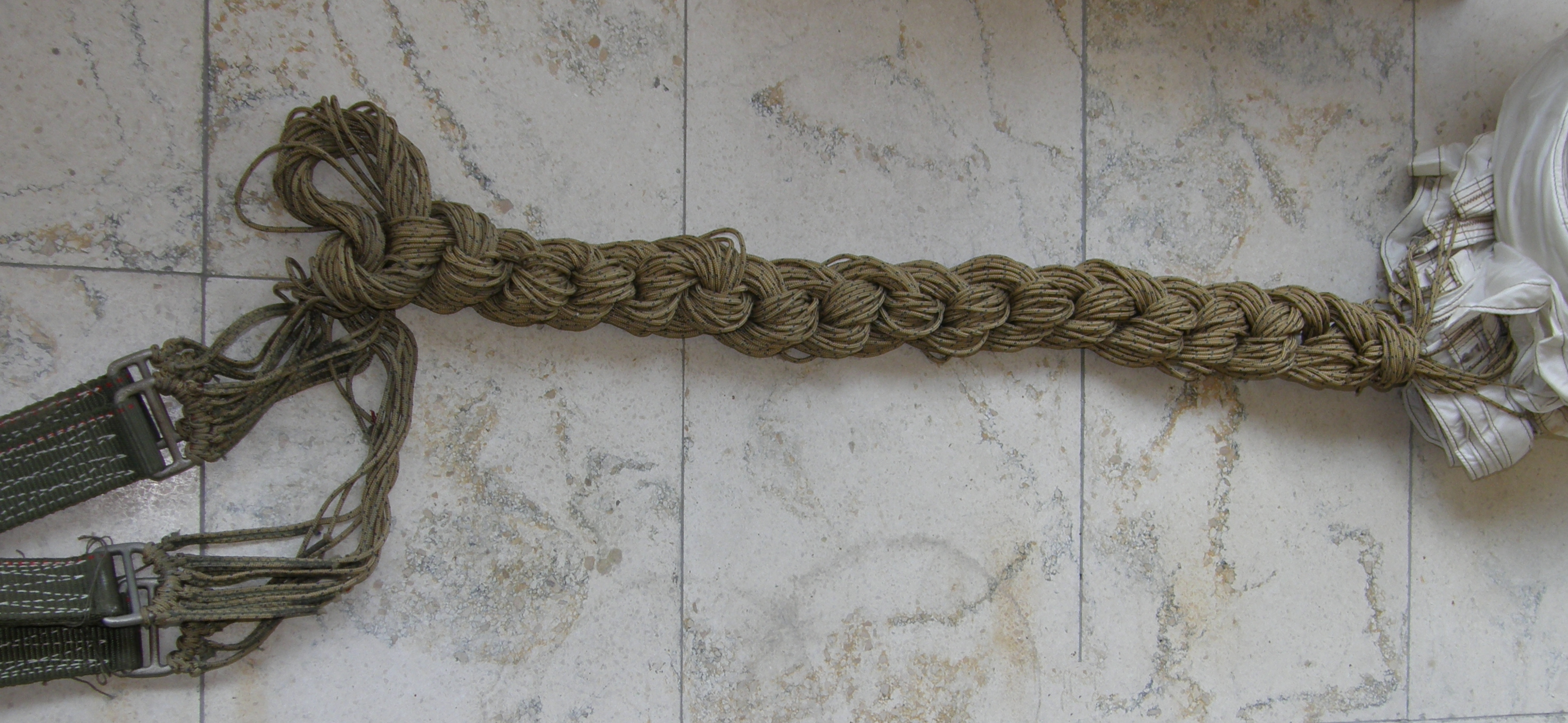
Fallschirmleinen

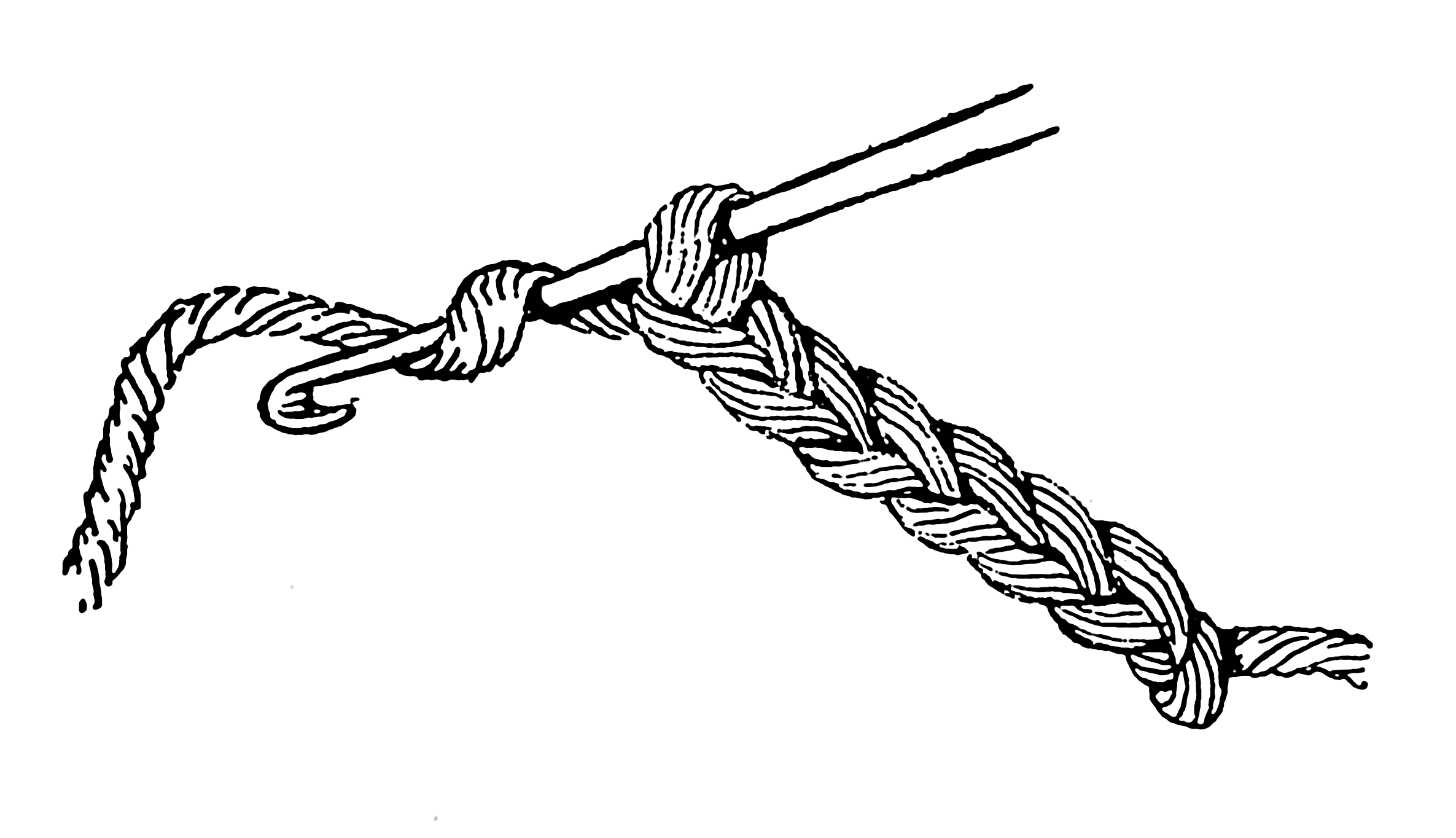
Beim Häkeln ist dafür die Bezeichnung Luftmasche gängig

Die Kettenverkürzung ist der Basisknoten für den Kettenstek.
Der Knoten wird auch Affenkette, Affenzopf, Kettenplatting einfache Trompetenschnur, einfache Signalhorschnur, Kettenstich, Häkelstich und Kettenflechtschnur genannt.

### Anwendung
Beim Klettern dient die einsträngige Kettenverkürzung zum Aufbewahren und zum Transport kurzer Reepschnüre oder von Steigschlingen.
Als Anbindeknoten im Klettern dient der er zum Verkürzen und Sichern des freien Endes. Im maritimen Bereich dient er als Seilverkürzung. Nach dem Fallschirmsprung werden die Leinen mit der Kettenverkürzung für den Transport zusammengerafft. Als Kettenplatting und Kettenflechtschnur genannt, dient er als ein Zierknoten.

### Knüpfen

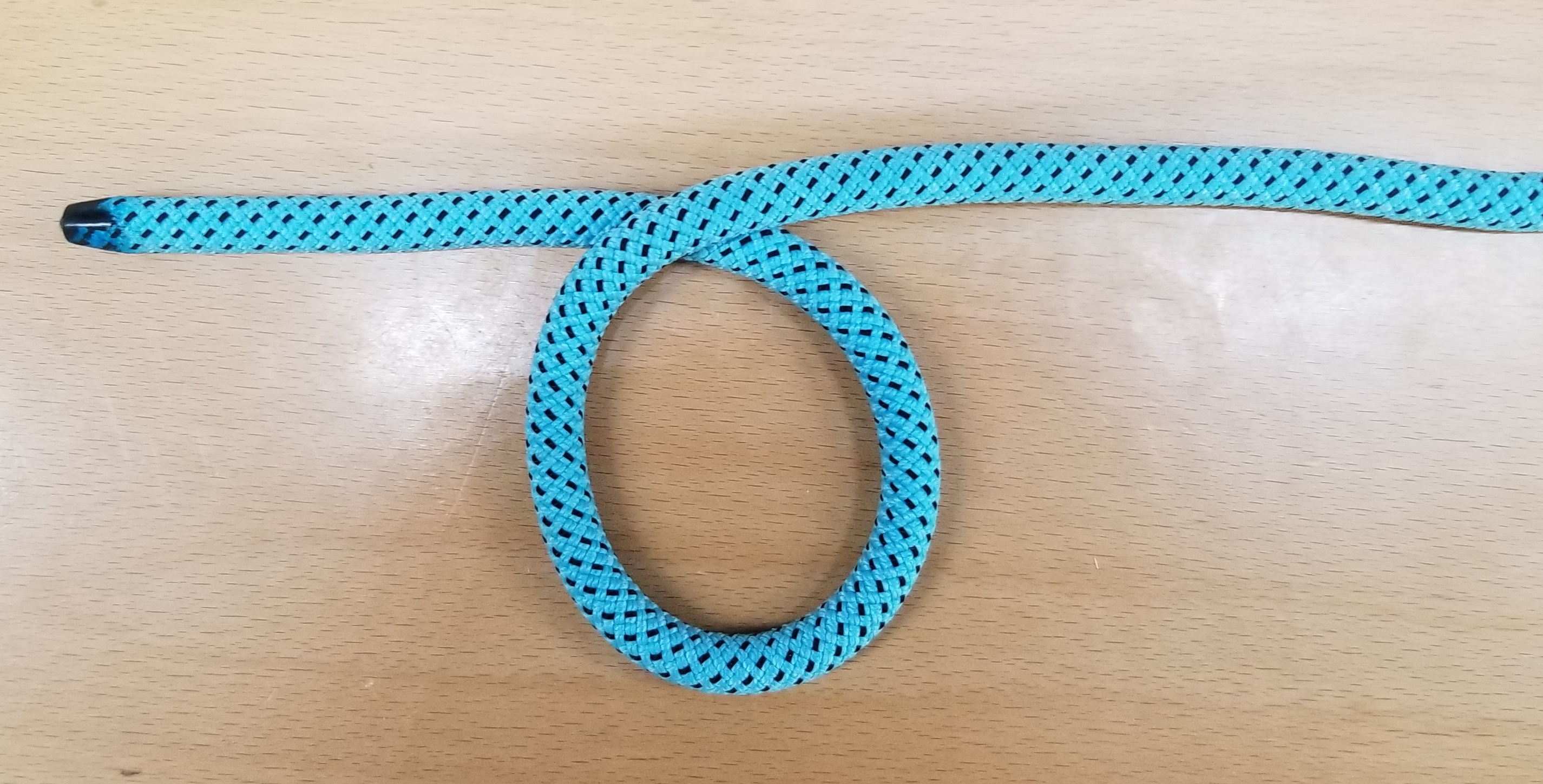
Man legt ein Auge
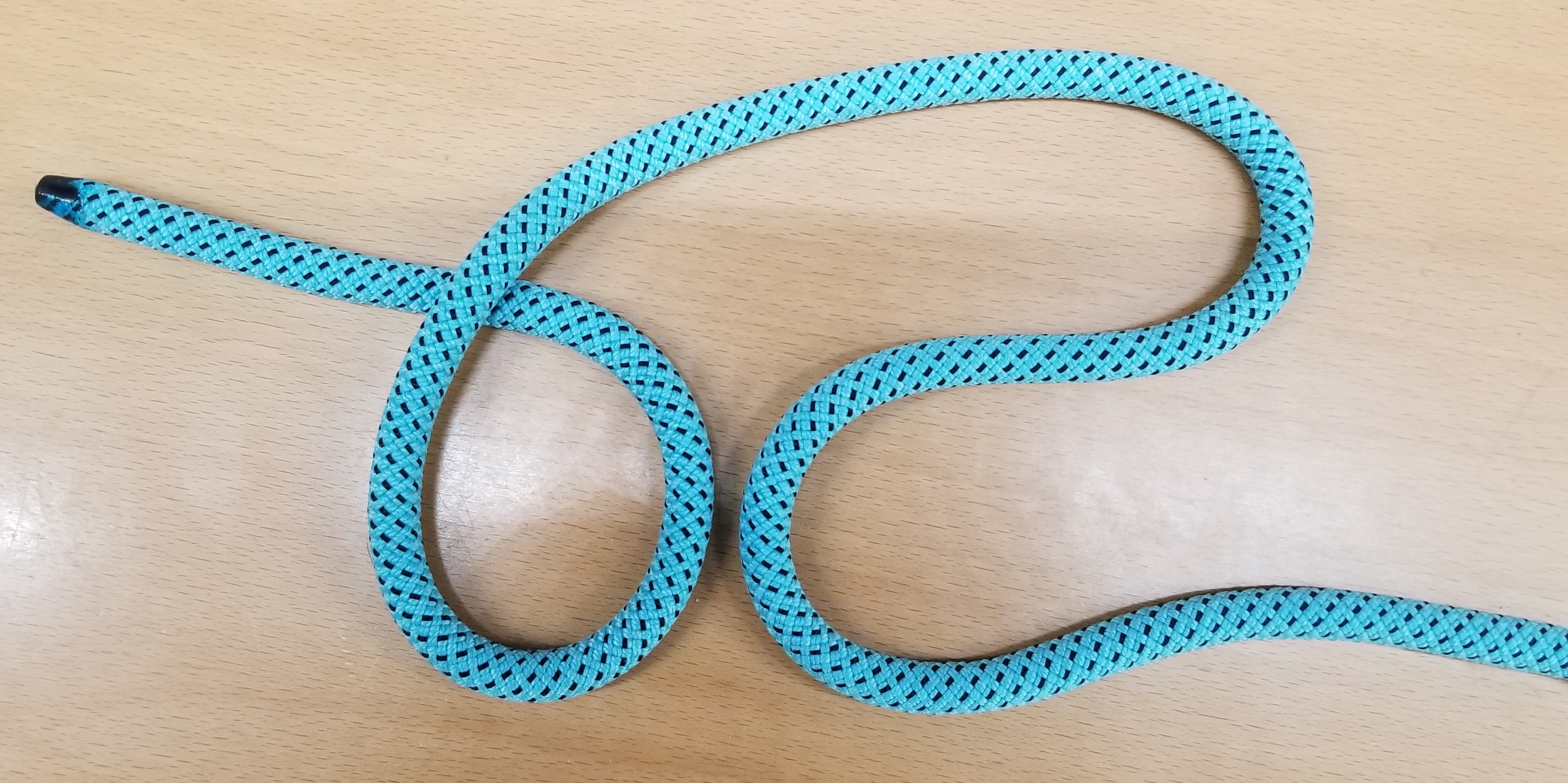
Dann bildet man mit dem Arbeitsende eine Bucht
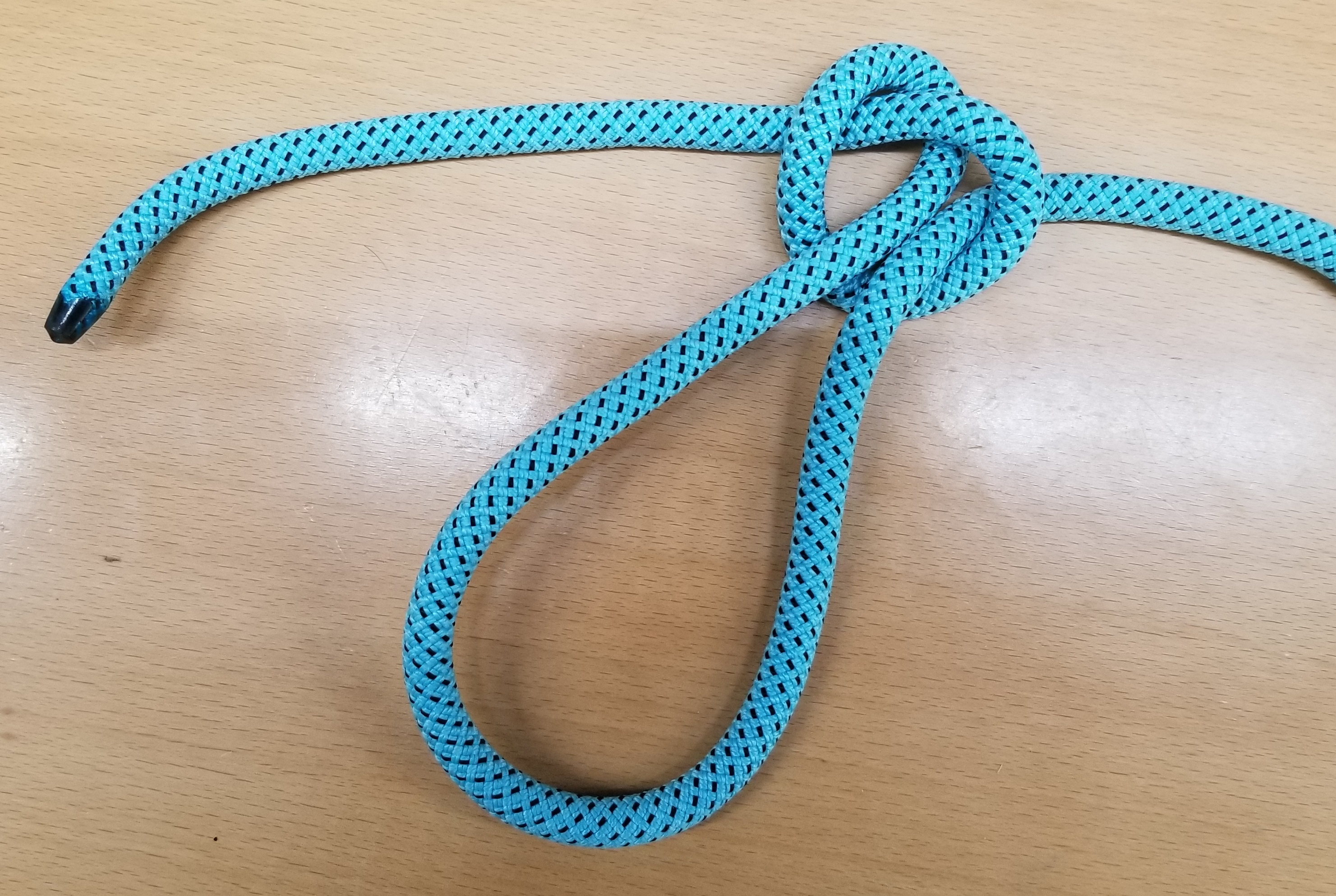
und zieht die Bucht von unten durch das Auge
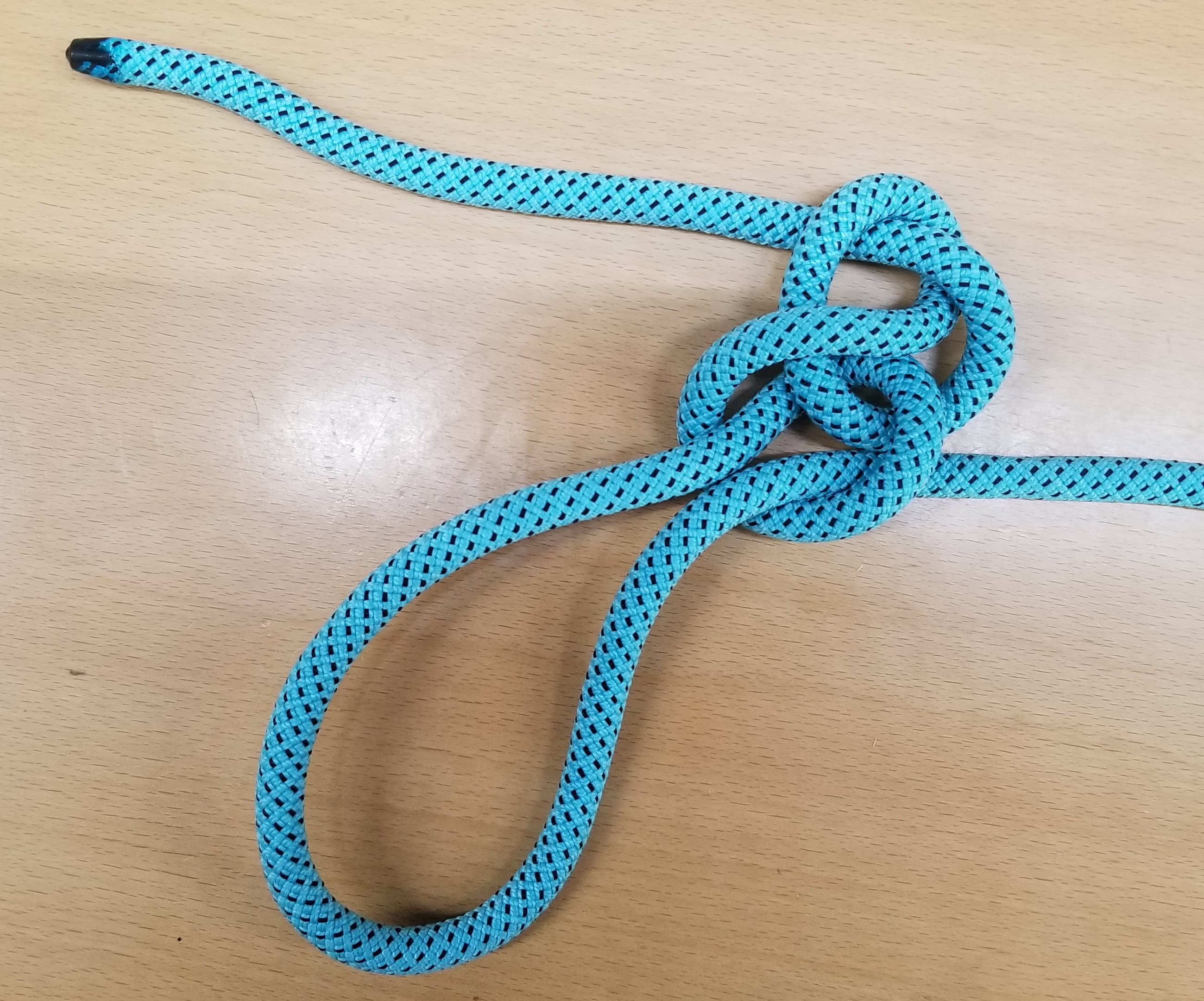
Der letzte Schritt wird wiederholt
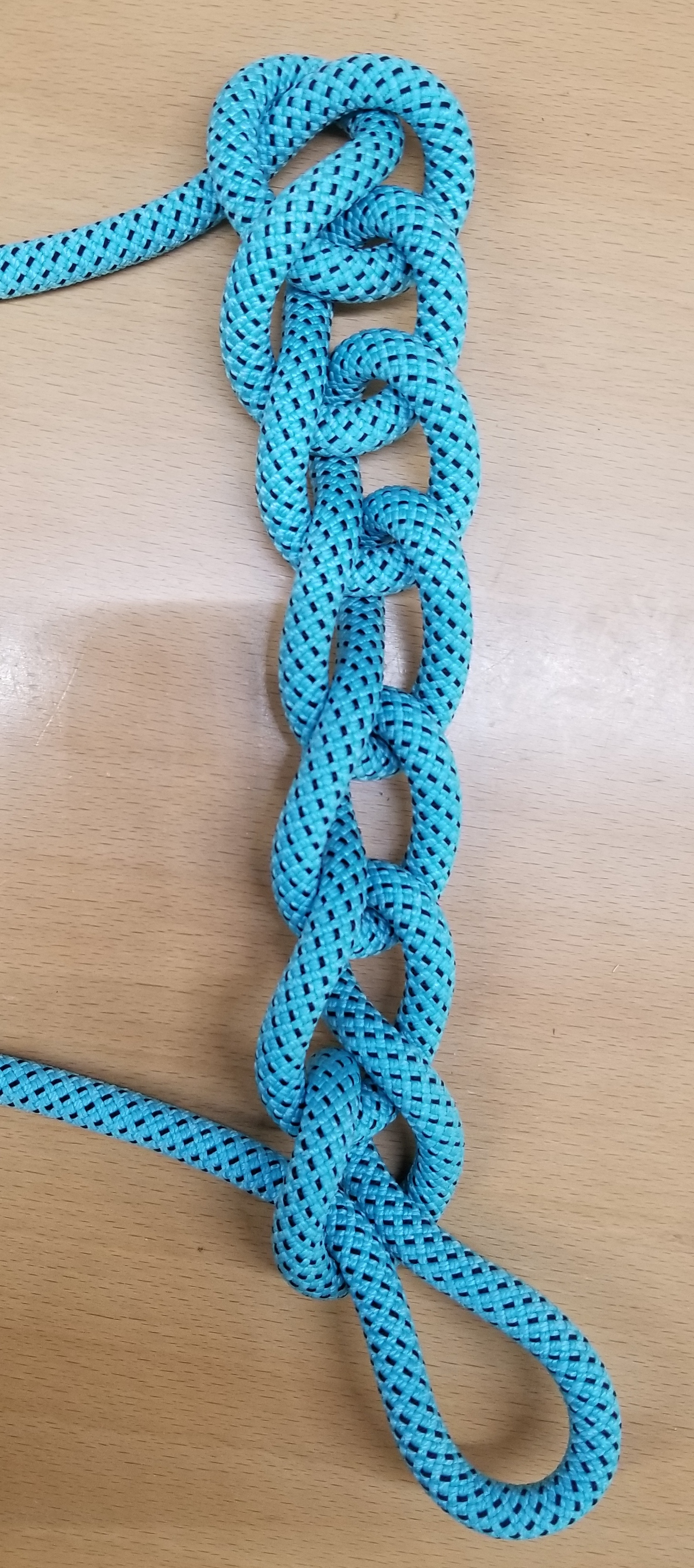
So oft, bis die gewünschte Länge erreicht ist
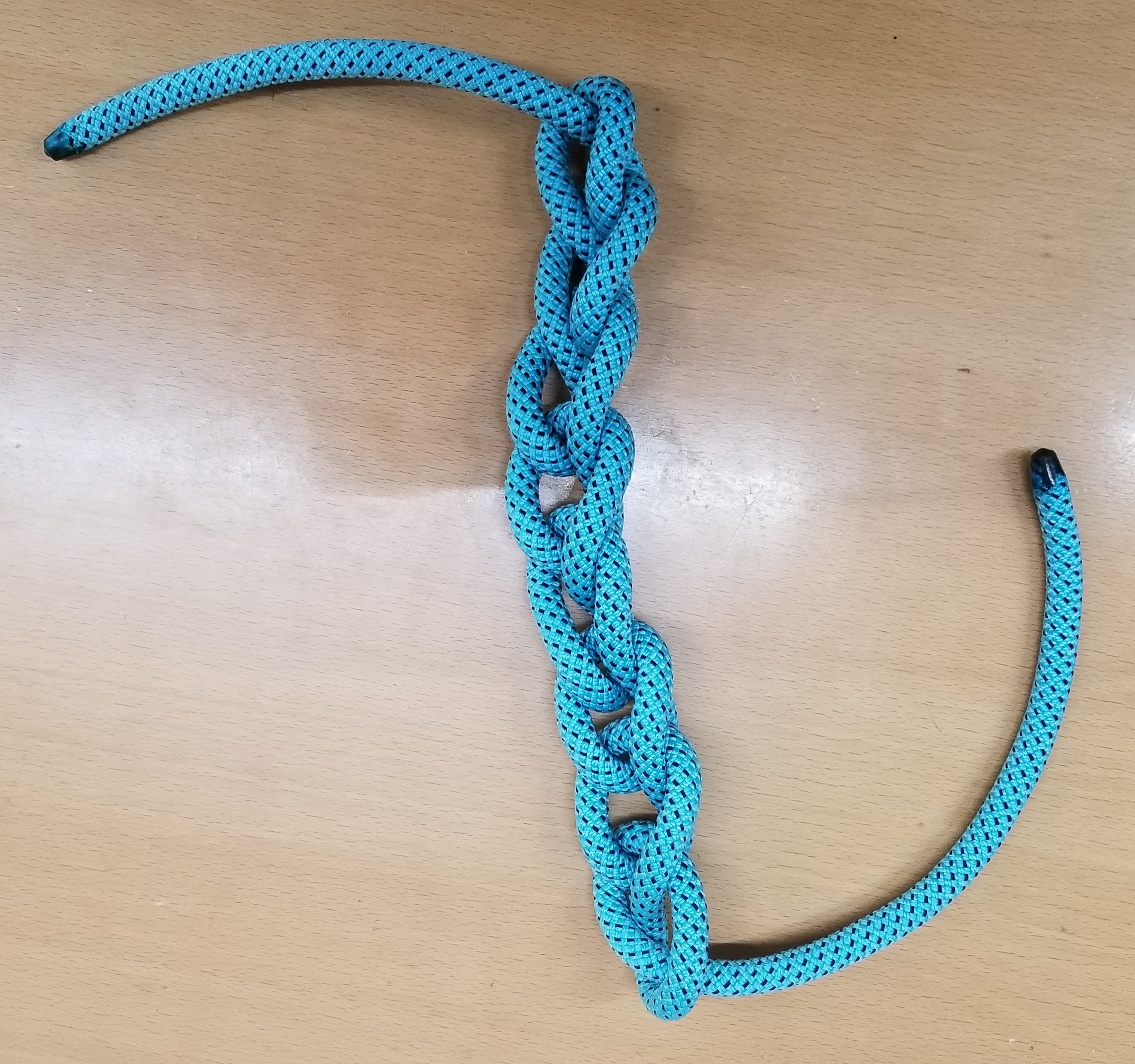
Zum Sichern kann man das Arbeitsende durch die Bucht einstecken
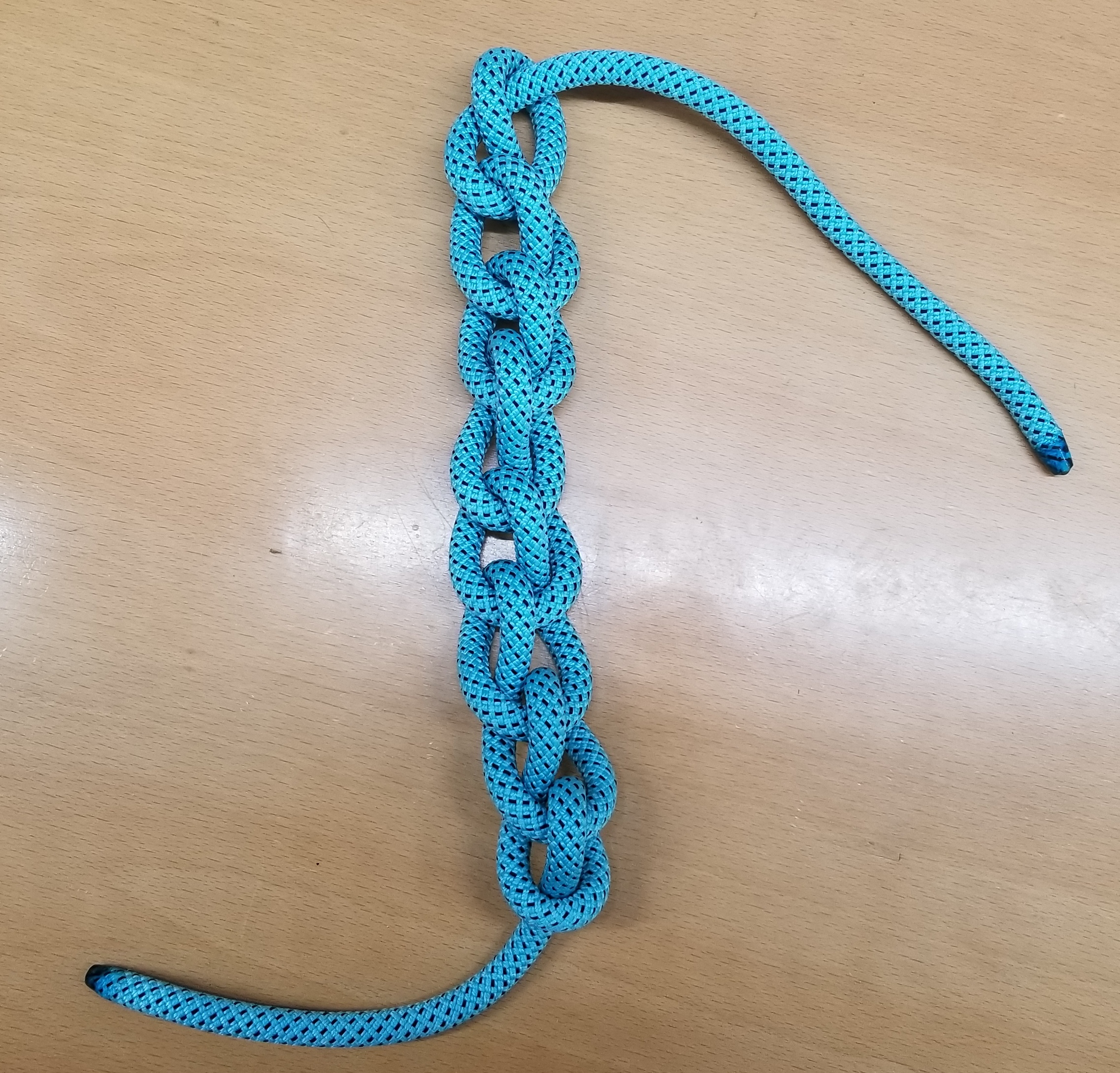
Rückseite

## Alternativen
- Trompetenknoten als Seilverkürzer

## Abwandlungen

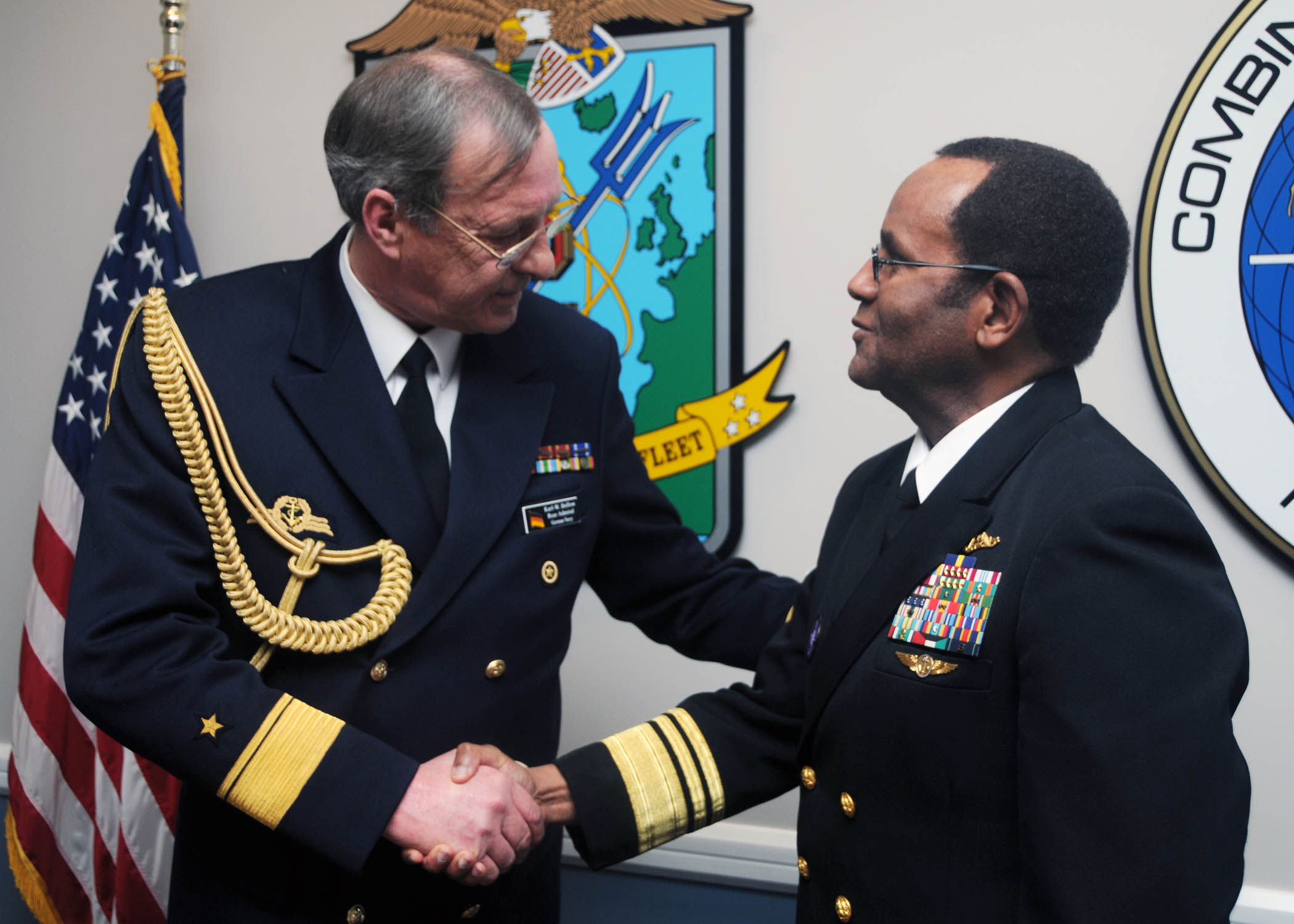
Beim Militär werden andere Abwandlungen als Achselschnur (Schulterschnur) bezeichnet. In der Bundeswehr wird die Achselschnur Fangschnur genannt. Hier im Bild ein deutscher Militärattaché mit Fangschnur (links), 2010.
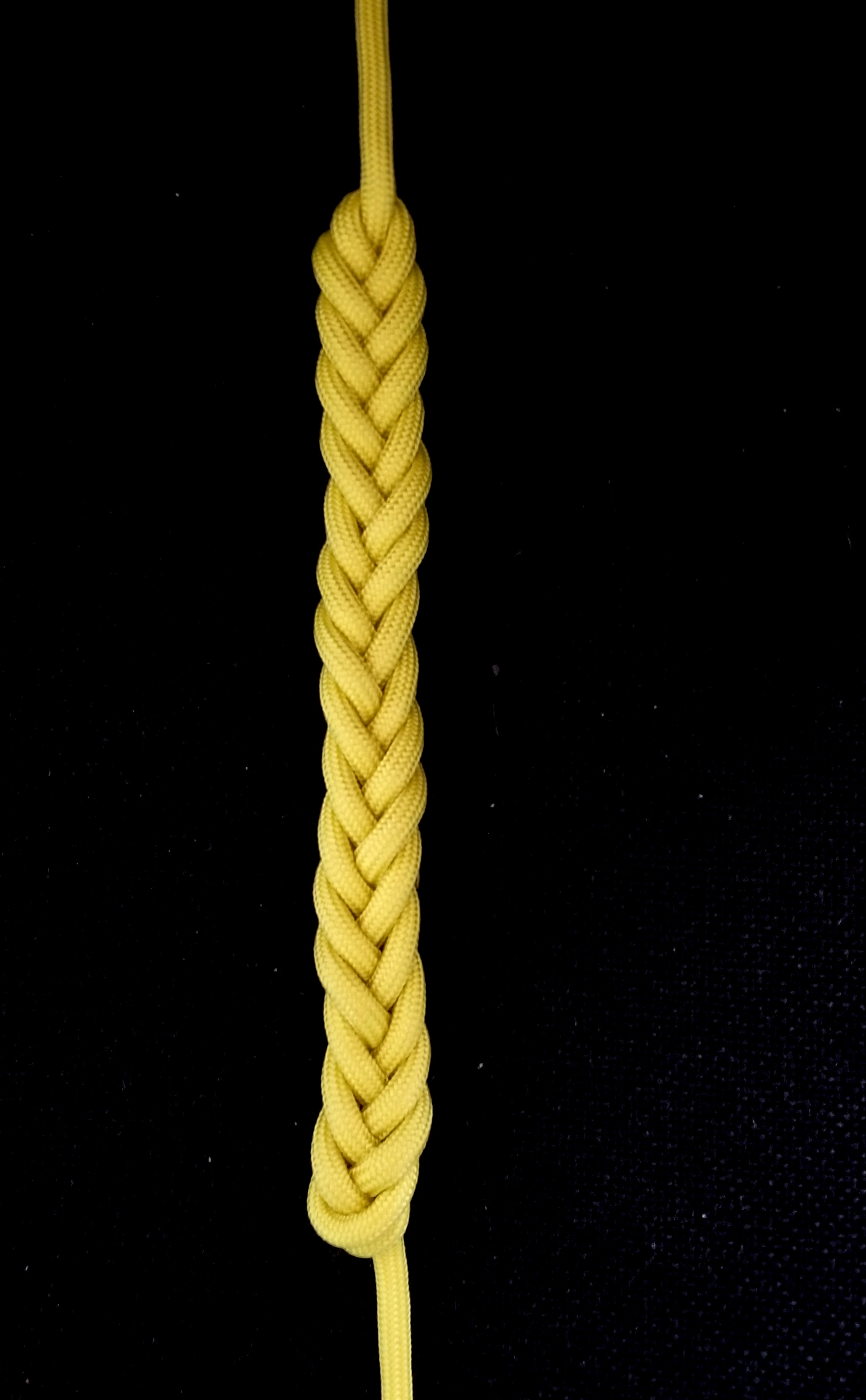
Ein-Strang-Doppeldrehung-Zopfknoten oder auch Twistplatting genannt.
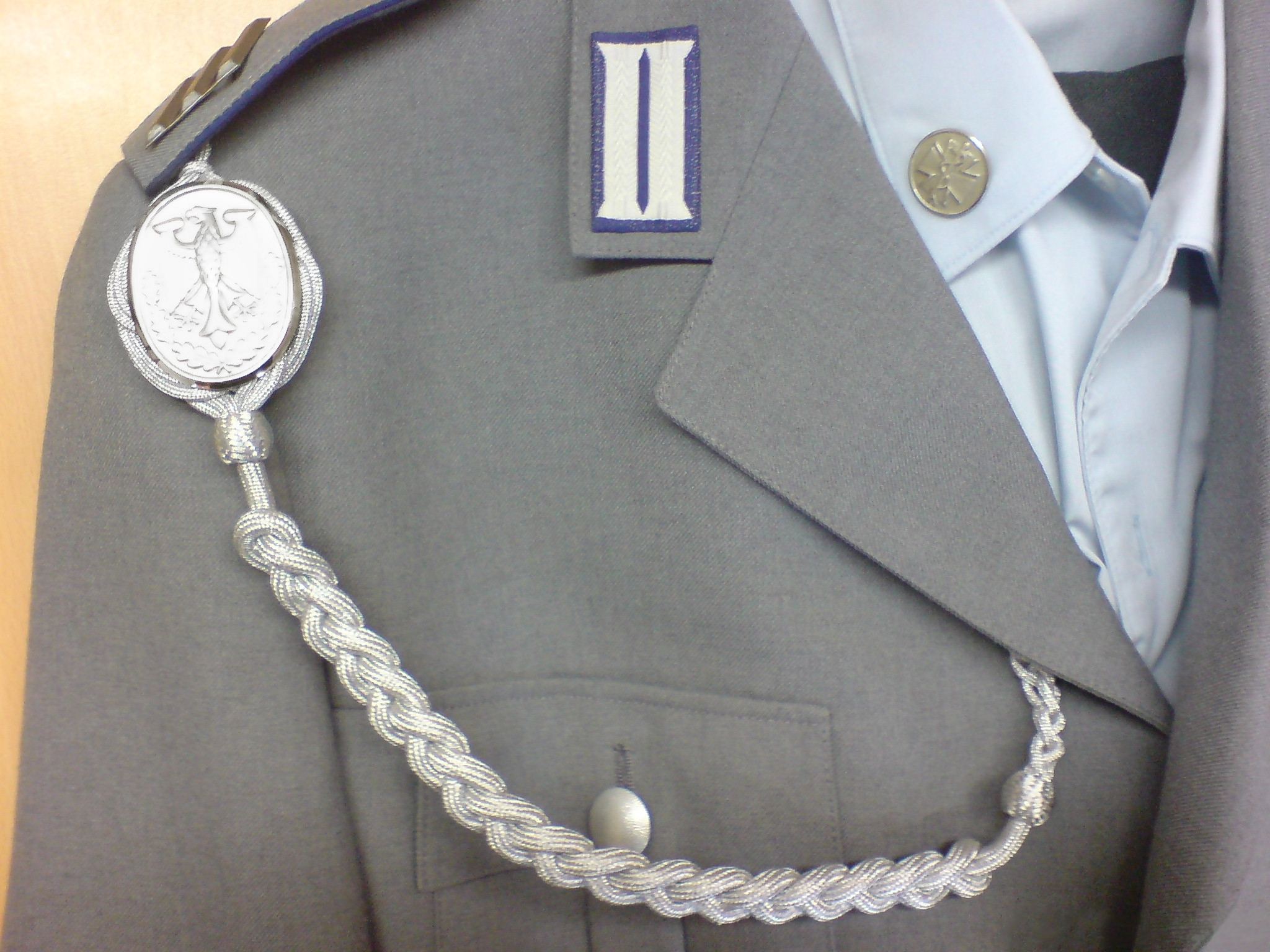
Eine Schützenschnur ist als geflochtene Litze (oder Zopf), ABoK #569[5] aus einem Strang gefertigt. Siehe auch Flachplatting.
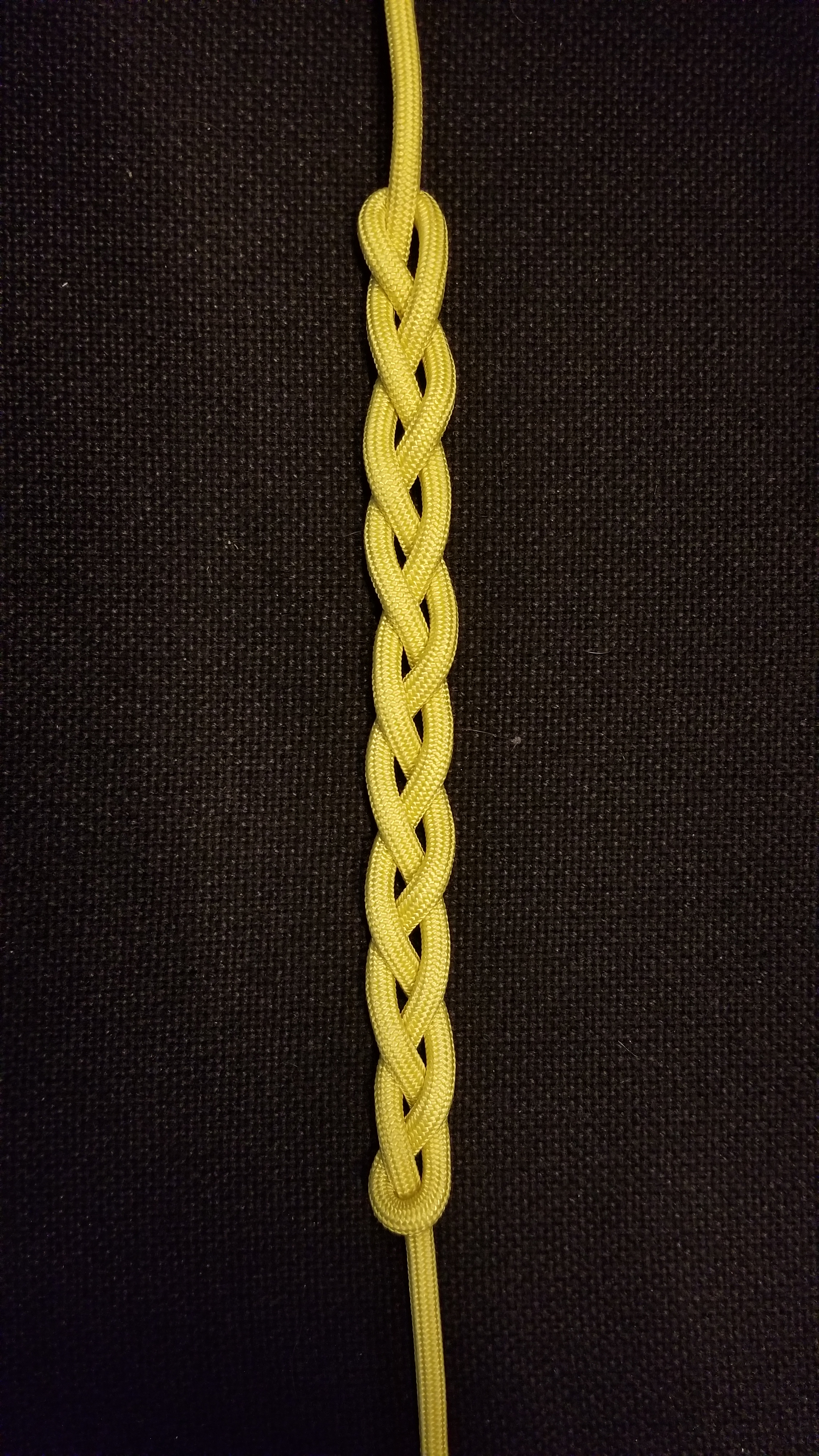
Ein-Strang-Zopfknoten oder auch Twistplatting genannt.
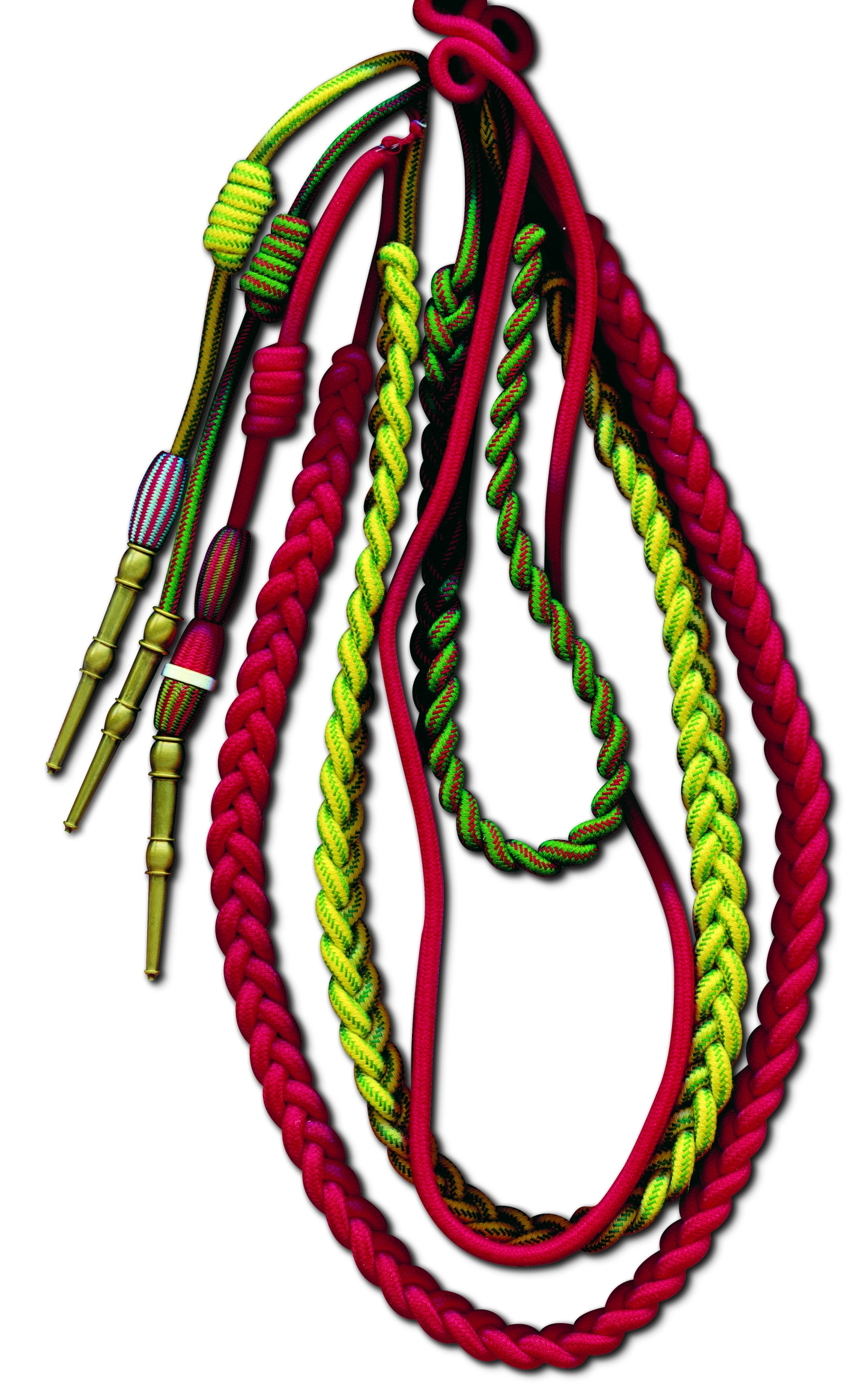
Ebenso sind die französische „Fourragères“ (Achselschnüre) aus einem Strang geflochtene Zöpfe.
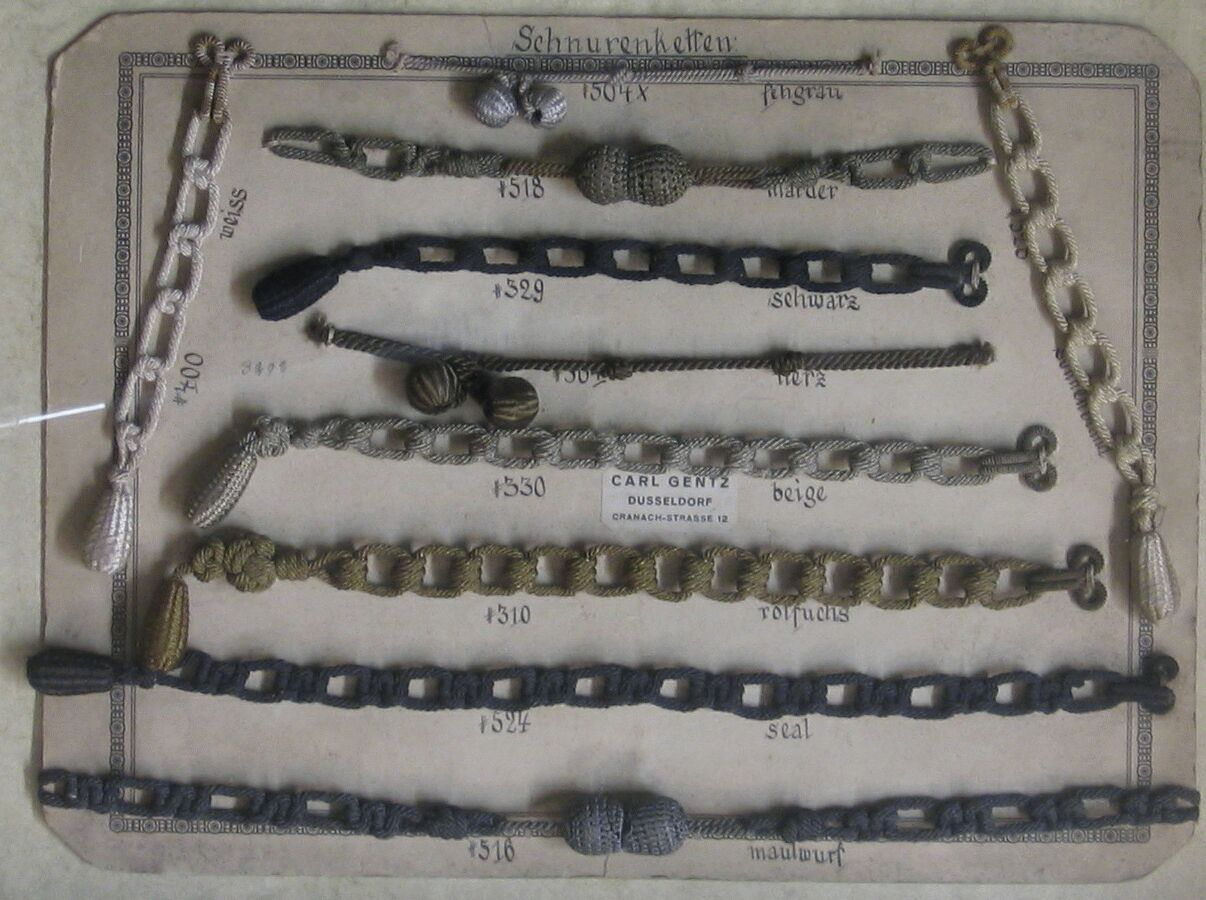
Colierketten

- Portuguese Sinnet or Solomon Bar on ABoK #2496
- Lederstreifen in einem Stück gesteckt nach ABoK #2954 und ABoK #2956
- Kettenflechten (mit Metallkette)

Eine nützliche Knotenkette im zivilen Bekleidungsbereich war die aus Knoten hergestellte Schnellverschlusskette (Posament-Kette) an Pelzmänteln.